# Geni
Eugenio Suárez Santos (Gijón, Asturias, España, 4 de febrero de 1980), conocido como Geni, es un futbolista español. Juega como delantero y su actual equipo es el Club Marino de Luanco de la Tercera División de España.

## Trayectoria
Formado en la cantera del Real Avilés C. F. hasta la categoría cadete, recaló entonces en el Real Oviedo y debutó a los dieciocho años en Primera División. Sin embargo, no fue hasta la temporada 2000/01 cuando logró hacerse un hueco en la primera plantilla ovetense y se estrenó como goleador frente al C. D. Numancia de Soria. Las dos temporadas siguientes, ya en Segunda División, marcó dieciocho goles, respectivamente.
En 2003 fichó por el Rayo Vallecano de Madrid, con quien disputó una temporada en Segunda y dos en Segunda División B. En su última temporada como rayista, la 2005/06 fue el máximo goleador del equipo, con once goles en Liga y tres en la Copa del Rey. Posteriormente, también militó en el Real Jaén C. F., el Deportivo Alavés y el Real Avilés C.F.. En julio de 2015 firmó un contrato con el Club Marino de Luanco.

## Clubes
| Club                     | País   | Año       |
| ------------------------ | ------ | --------- |
| Real Oviedo Vetusta      | España | 1998-2000 |
| Real Oviedo              | España | 2000-2003 |
| Rayo Vallecano de Madrid | España | 2003-2006 |
| Real Jaén C. F.          | España | 2006-2009 |
| Deportivo Alavés         | España | 2009-2012 |
| Real Avilés C. F.        | España | 2012-2015 |
| Club Marino de Luanco    | España | 2015-2017 |
| Club Deportivo Praviano  | España | 2017-     |

## Palmarés

### Campeonatos nacionales
| Título          | Club            | País   | Año  |
| --------------- | --------------- | ------ | ---- |
| Copa Federación | Real Jaén C. F. | España | 2009 |